# Vélobuissonnière
La Vélobuissonnière ou V44 est une véloroute française créée en 2019 qui relie Alençon (Orne) à Saumur (Maine-et-Loire). Longue de près de 250 kilomètres, elle traverse deux régions, trois départements, et présente des connexions avec d'autres véloroutes : la Véloscénie (V40), la Vallée du Loir à vélo (V47), La Loire à vélo (EV6) et la Vélo Francette (V43). Le tracé emprunte majoritairement de petites routes en voie partagée à faible circulation, et possède 18 % de voies en site propre.

## Histoire
La Vélobuissonnière naît d'un partenariat entre différentes collectivités territoriales : les départements de l'Orne, de la Sarthe et du Maine-et-Loire, ainsi que la communauté d'agglomération Saumur Val de Loire et la commune de Baugé-en-Anjou, avec le soutien de la région Pays de la Loire. Le parcours est définitivement créé après la mise en place du dernier tronçon entre Cuon et Saumur en mai 2019 puis inauguré l'année suivante à l'île MoulinSart de Fillé par des élus des différentes collectivités associées. Les opérations de balisage et de marketing sont pilotées par Sarthe Tourisme, l'agence touristique du département de la Sarthe, avec le soutien de l'agence de communication Signe des Temps.
En 2024, est élue cinquième véloroute de l'année lors du salon néerlandais spécialisé en cyclotourisme Fiets en Wandelbeurs.

## Description
La Vélobuissonnière s'étend sur 246 km entre la Normandie et les Pays de la Loire. Le parcours traverse trois départements, l'Orne, la Sarthe et le Maine-et-Loire, et borde des sites touristiques majeurs comme le Spaycific'Zoo, le Zoo de La Flèche, les châteaux du Baugé et Saumur, ou les monuments historiques de la ville du Mans.
Dans sa première partie, le parcours traverse le Parc naturel régional Normandie-Maine, les Alpes mancelles, ainsi que les villages de Saint-Céneri-le-Gérei, classé parmi « les Plus Beaux Villages de France », Saint-Léonard-des-Bois et Fresnay-sur-Sarthe, labellisés « Petites Cités de Caractère ». La Vélobuissonnière atteint ensuite le cœur historique du Mans, longeant notamment l'enceinte gallo-romaine, et poursuit sur les chemins de halage de la Sarthe jusqu'à Malicorne-sur-Sarthe, commune qui abrite l'Espace Faïence, un musée qui promeut le savoir-faire ancestral des faïenciers. Après la traversée de La Flèche, le parcours rejoint le Maine-et-Loire, traversant la Petite Cité de Caractère de Baugé-en-Anjou, avant d'atteindre Saumur et le Val de Loire, inscrit au patrimoine mondial de l'UNESCO.
La Vélobuissonnière présente des connexions avec d'autres véloroutes : la Véloscénie (V40) à Alençon, la Vallée du Loir à vélo (V47) à La Flèche, La Loire à vélo (EV6) et la Vélo Francette (V43) à Saumur. 15 % du tracé est réalisé en site propre, c'est-à-dire sur des voies interdites aux véhicules motorisés.

## Itinéraire
Le dossier de présentation de la Vélobuissonnière, publié en 2020, présente sept étapes, décrites dans le sens nord-sud :
- Alençon → Saint-Léonard-des-Bois : 33 kilomètres
- Saint-Léonard-des-Bois → Beaumont-sur-Sarthe : 33 kilomètres
- Beaumont-sur-Sarthe → Le Mans : 46 kilomètres
- Le Mans → La Suze-sur-Sarthe : 29 kilomètres
- La Suze-sur-Sarthe → La Flèche : 35 kilomètres
- La Flèche → Baugé-en-Anjou : 21 kilomètres
- Baugé-en-Anjou → Saumur : 49 kilomètres

Sélection d'éléments touristiques de la Vélobuissonnière.
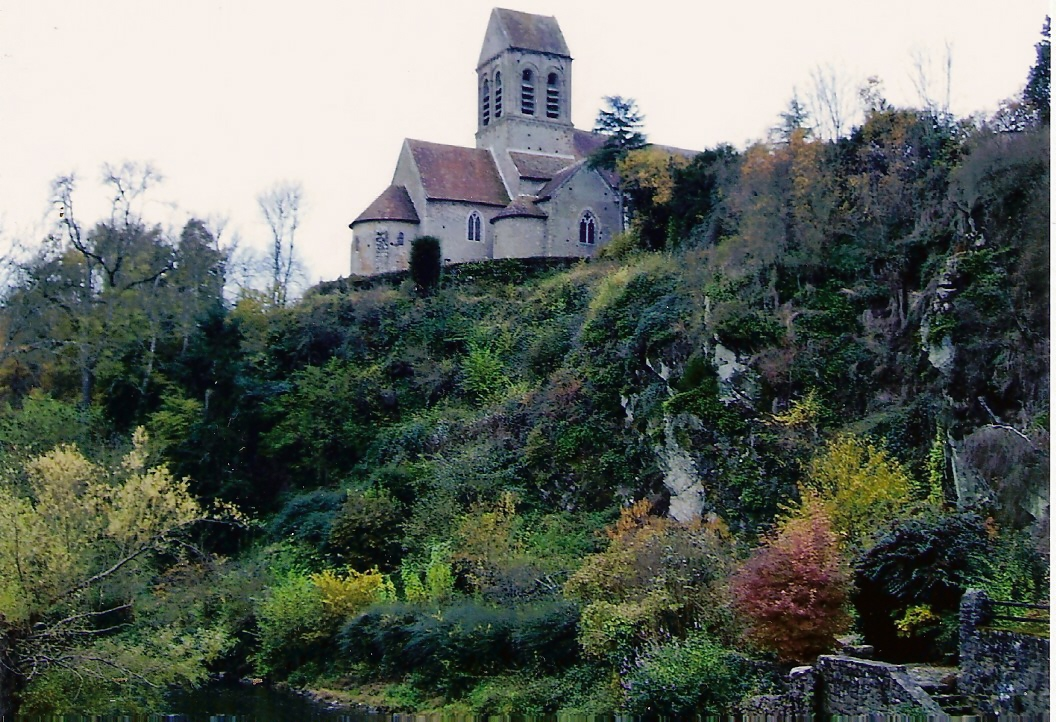
L'église de Saint-Céneri-le-Gérei.
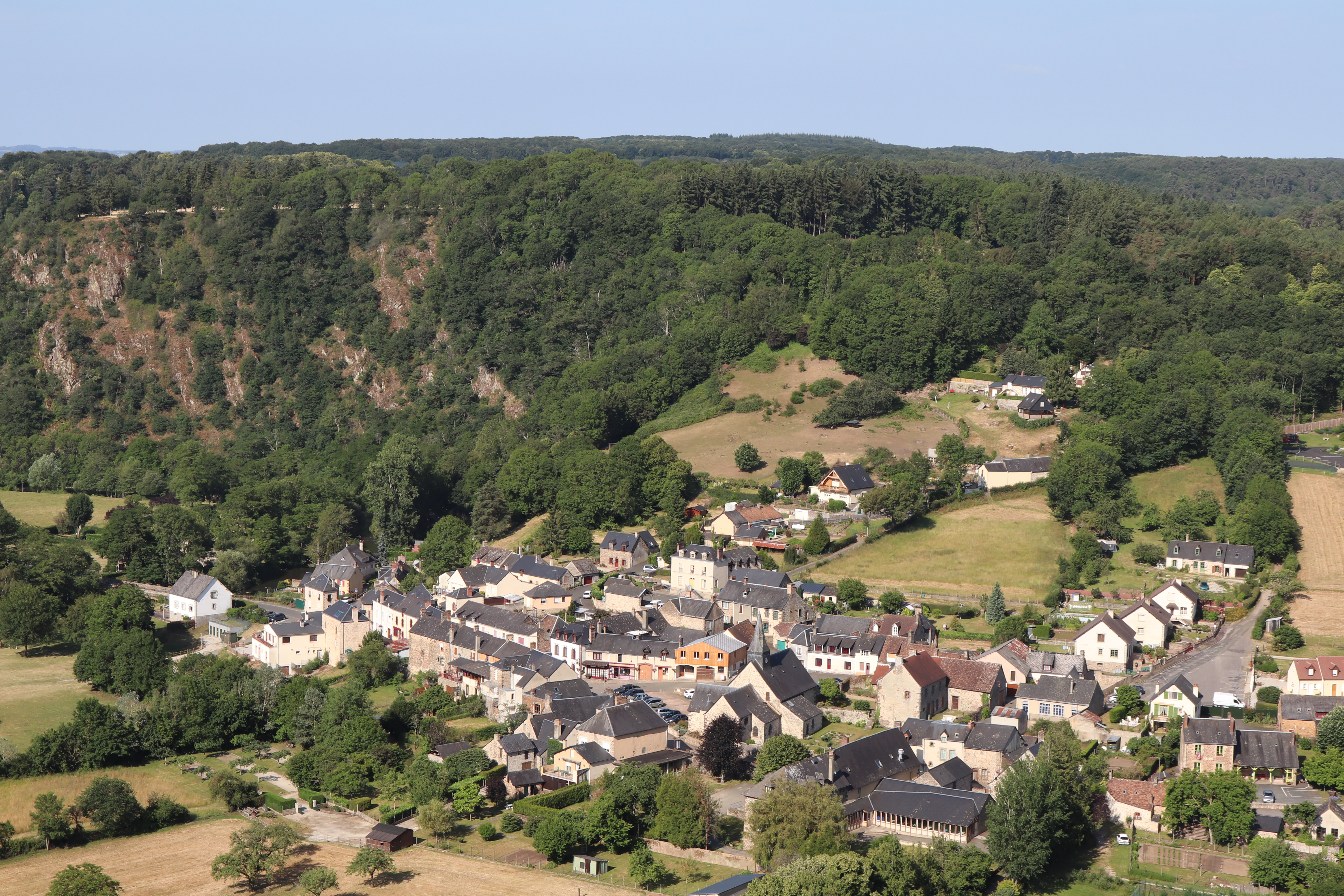
Saint-Léonard-des-Bois.
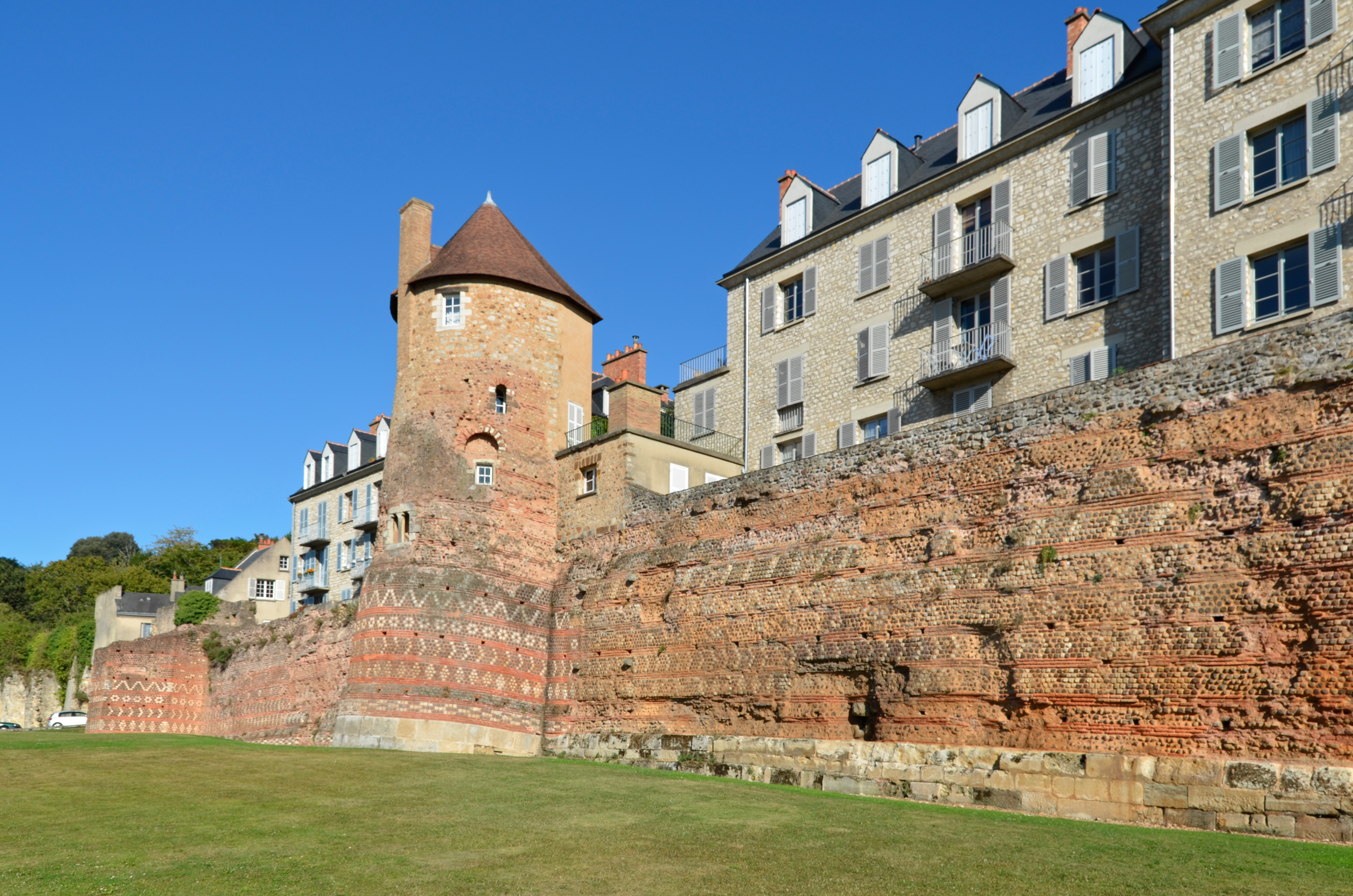
L'enceinte gallo-romaine du Mans.
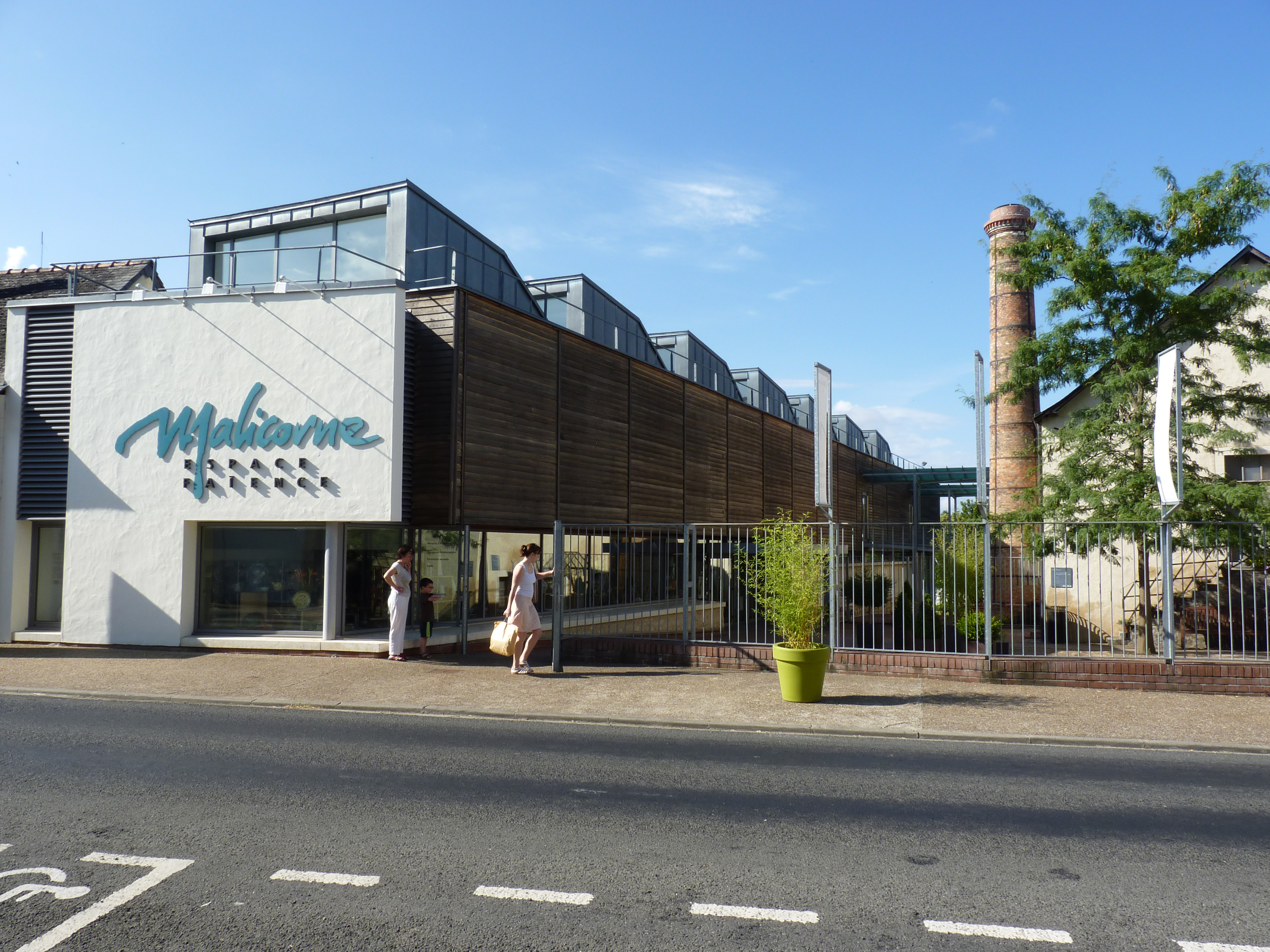
L'Espace Faïence de Malicorne.
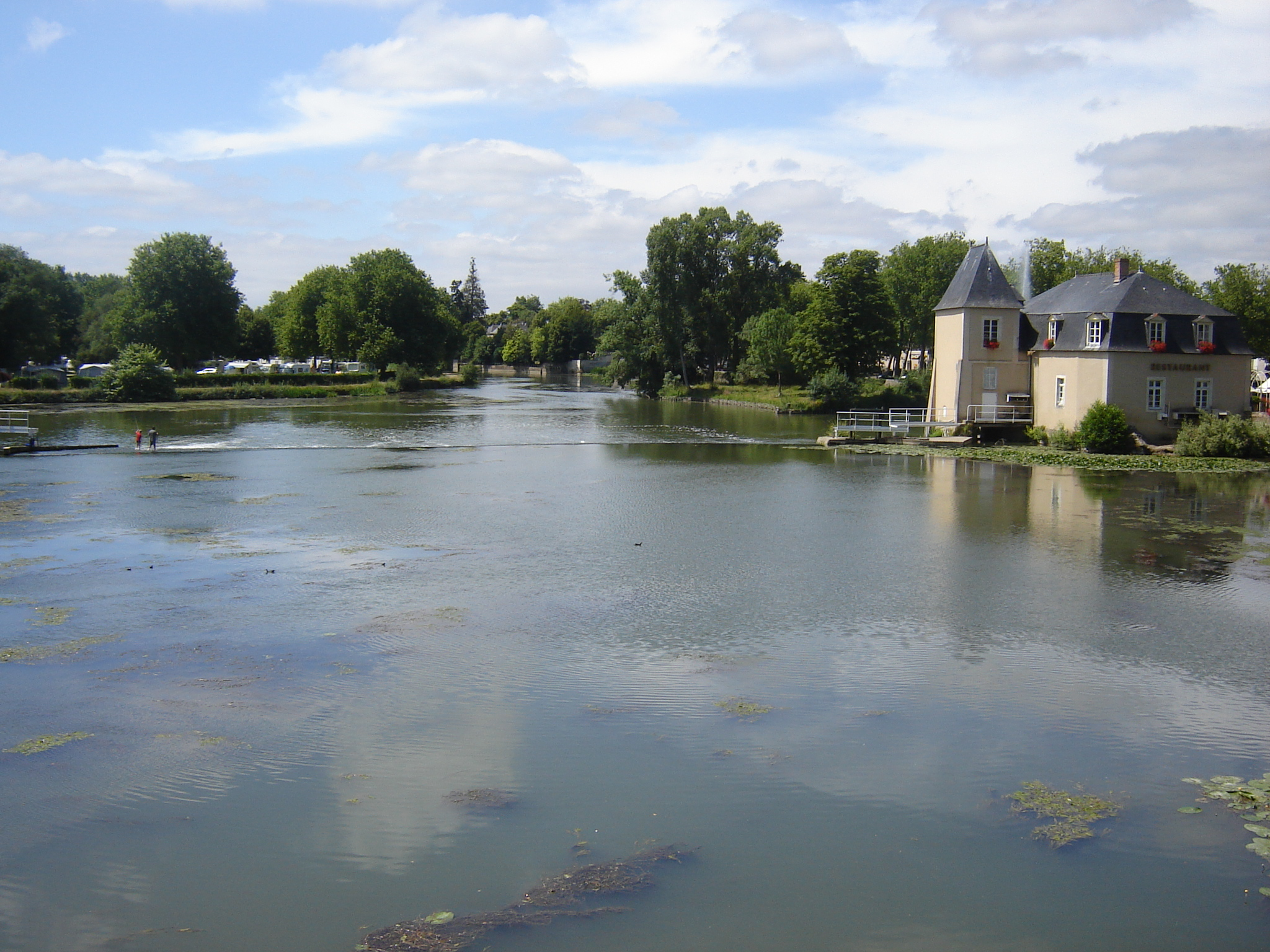
Le Loir à La Flèche.
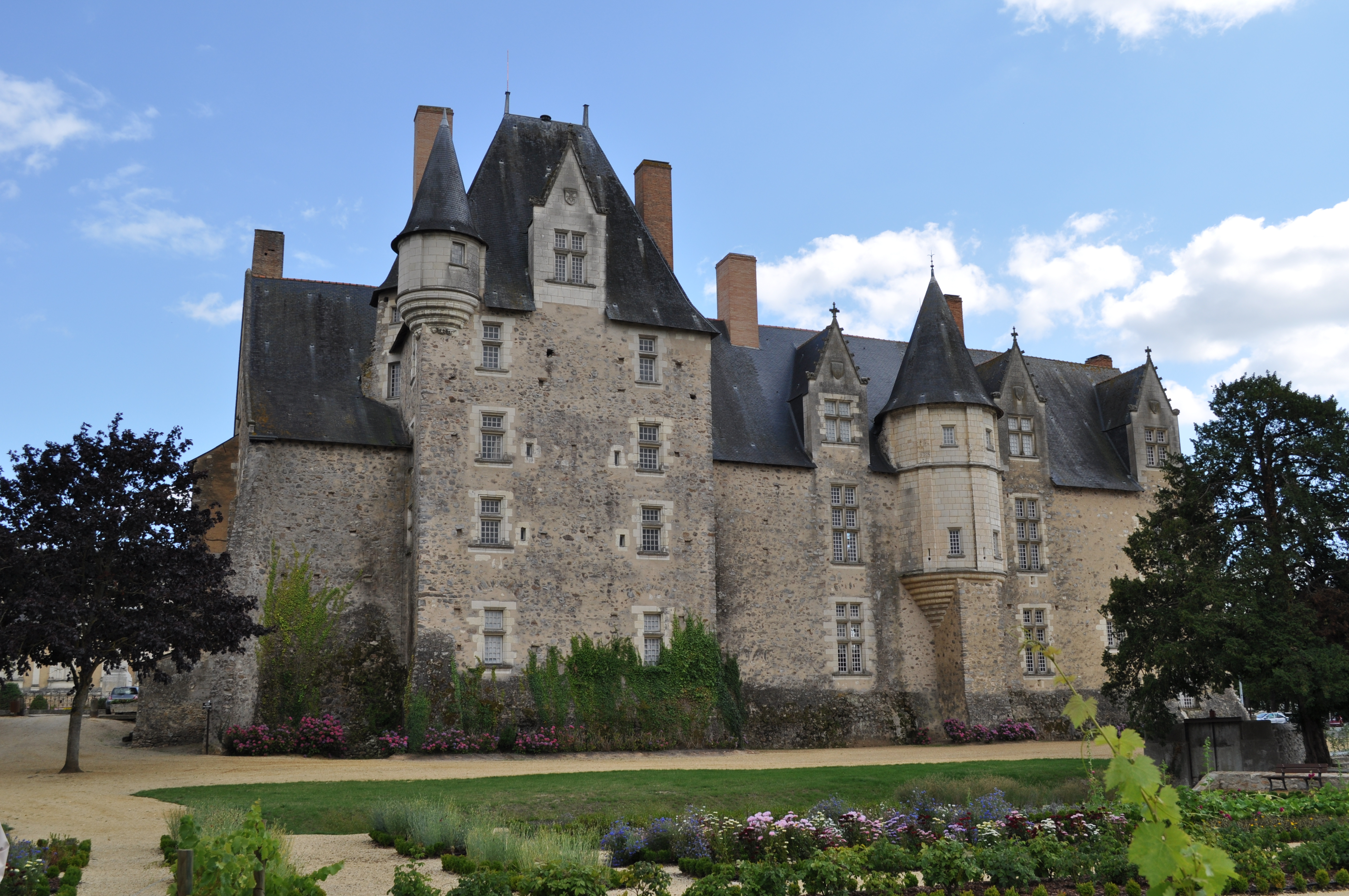
Le château de Baugé.
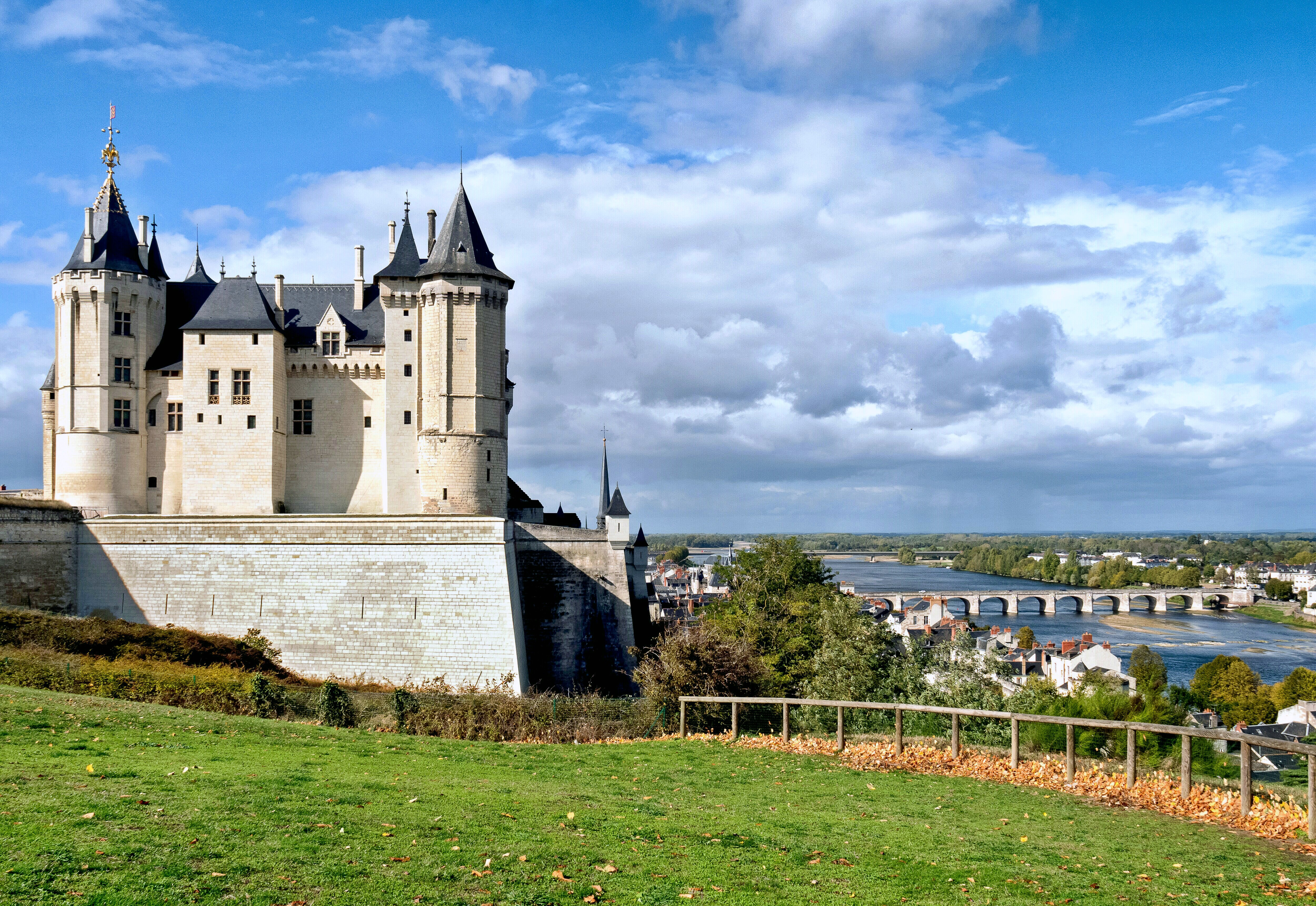
Le château de Saumur.